# 黒荘戸駅
黒荘戸駅（こくしょうこ-えき）は中華人民共和国北京市朝陽区に位置する北京地下鉄7号線の駅である。

## 駅構造

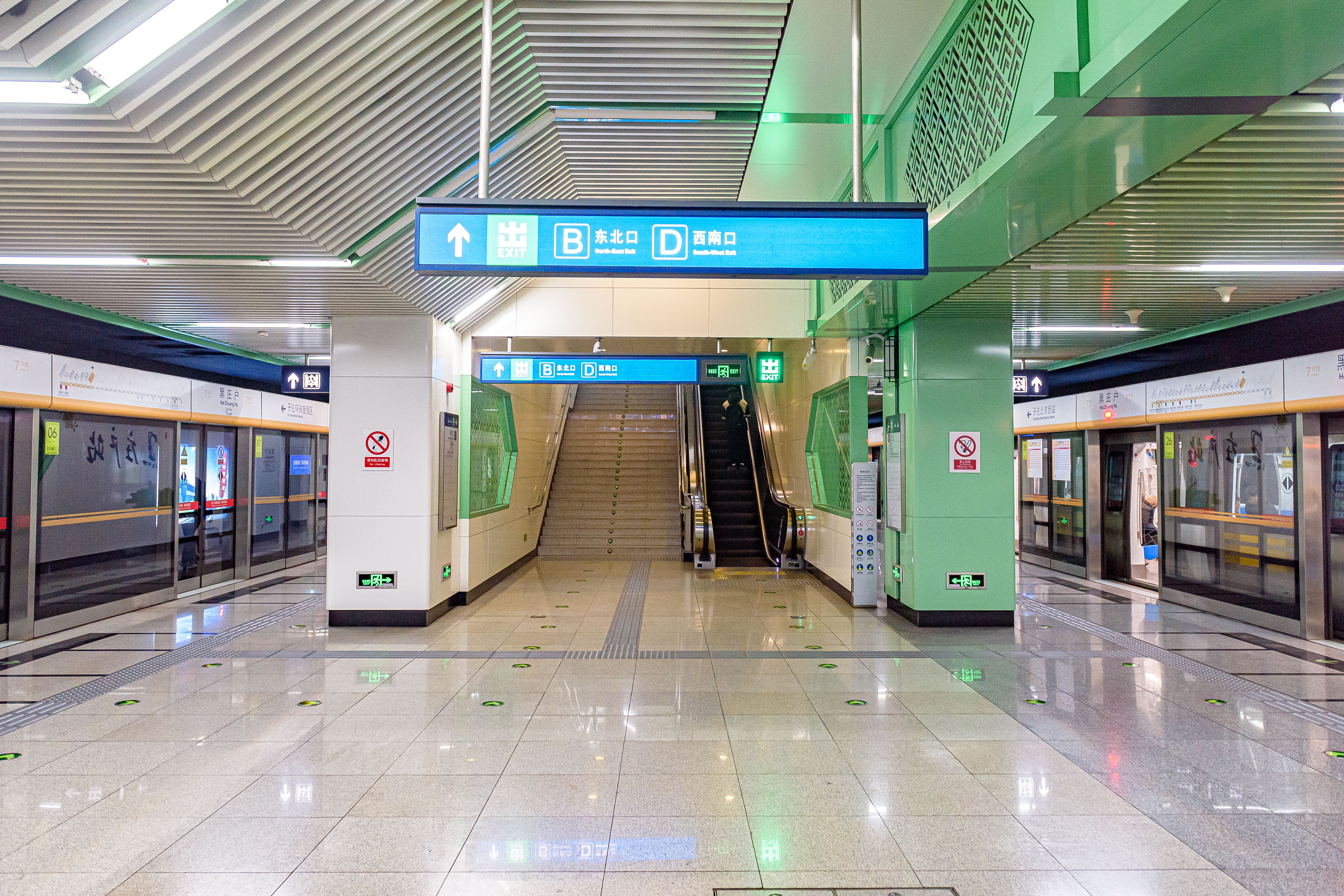
ホーム

島式ホーム1面2線の地下駅である。

## 駅周辺
- 朝陽区白家荘小学東辰分校
- 北京音楽産業園

## 歴史
- 2019年12月28日 - 開業。

## 隣の駅
北京地下鉄
■7号線
郎辛荘駅 - 黒荘戸駅 - 万盛西駅
座標: 北緯39度51分28秒 東経116度35分44秒 / 北緯39.857742度 東経116.595418度